# Cubica di Tschirnhausen

Una cubica di Tschirnhaus con a = 1; il punto doppio ha coordinate cartesiane (-8a; 0).

In geometria algebrica, una cubica di Tschirnhausen, talvolta detta anche di Tschirnhaus, è una particolare curva piana che, nella sua forma aperta a sinistra, è definita dall'equazione polare
{\displaystyle r=a\sec ^{3}\left({\frac {\theta }{3}}\right)}
dove sec è la funzione secante.

## Storia
Oggetto di studio di matematici come Ehrenfried Walther von Tschirnhaus, Guillaume de l'Hôpital ed Eugène Charles Catalan, questa curva è stata chiamata per la prima volta "cubica di Tschirnhausen" in un articolo pubblicato nel 1900 dal matematico canadese Raymond Clare Archibald, che aggiunse un "en" alla fine del cognome di Tschirnhaus, tuttavia essa è anche nota come "cubica de L'Hôpital" e "trisettrice di Catalan".

## Altre equazioni
Dato {\displaystyle t=\tan(\theta /3)}, allora, applicando la formula di de Moivre, si ottiene la seguente forma parametrica della curva:
{\displaystyle x=a\cos(\theta )\sec ^{3}\left({\frac {\theta }{3}}\right)=a\left[\cos ^{3}\left({\frac {\theta }{3}}\right)-3\cos \left({\frac {\theta }{3}}\right)\sin ^{2}\left({\frac {\theta }{3}}\right)\right]\sec ^{3}\left({\frac {\theta }{3}}\right)=a\left[1-3\tan ^{2}\left({\frac {\theta }{3}}\right)\right]=a(1-3t^{2}),}
{\displaystyle y=a\sin(\theta )\sec ^{3}\left({\frac {\theta }{3}}\right)=a\left[3\cos ^{2}\left({\frac {\theta }{3}}\right)\sin \left({\frac {\theta }{3}}\right)-\sin ^{3}\left({\frac {\theta }{3}}\right)\right]\sec ^{3}\left({\frac {\theta }{3}}\right)=a\left[3\tan \left({\frac {\theta }{3}}\right)-\tan ^{3}\left({\frac {\theta }{3}}\right)\right]=at(3-t^{2}).}
Eliminando il parametro t si può infine ottenere l'equazione cartesiana
{\displaystyle 27ay^{2}=(a-x)(8a+x)^{2}}.
Traslando orizzontalmente la curva di 8a le equazioni della curva, avente il punto doppio nell'origine, risultano:
{\displaystyle x=3a(3-t^{2})\ ,\ y=at(3-t^{2})}
o
{\displaystyle x^{3}=9a\left(x^{2}-3y^{2}\right)},
che dà la seguente equazione polare:
{\displaystyle r=9a\sec(\theta )\left(1-3\tan ^{2}\theta \right)}.

## Proprietà

In quest'immagine è possibile osservare in viola i raggi riflessi da una parabola colpita nella sua parte interna sinistra da raggi provenienti da destra e nella sua parte interna destra da raggi provenienti da sinistra, tutti quanti paralleli alla tangente alla parabola disegnata in nero. Come si vede, la caustica di riflessione risultante, detta anche catacaustica, è una cubica di Tschirnhausen.

Data una parabola, si può dimostrare che la curva antipodiaria (o ortocaustica) di tale parabola rispetto al suo fuoco è una cubica di Tschirnhaus, che generalizzando può essere vista come una spirale sinusoidale con n = −1/3, che risulta essere anche la catacaustica dei raggi luminosi perpendicolari all'asse della stessa parabola.
Allo stesso modo, si può dimostrare che la catacaustica di una qualunque parabola è una cubica di Tschirnhausen indipendentemente dalla direzione dei raggi incidenti, tranne nel caso in cui questi siano paralleli all'asse della parabola, caso in cui si ottiene il fuoco.